# Dmitrij Dochturow
Dmitrij Sergiejewicz Dochturow (ros. Дмитрий Сергеевич Дохтуров; ur. 15 października?/26 października 1756 we wsi Krutoje, gubernia tulska, zm. 14 listopada?/26 listopada 1816 w Moskwie) – generał carskiej armii rosyjskiej, uczestnik wojen napoleońskich.
Od 1781 porucznik, od 1784 kapitan-porucznik, od 1788 kapitan. Brał udział w wojnie ze Szwecją 1788-1790, dwukrotnie ranny. Od 1795 pułkownik, od 1797 generał-major. Był jednym z rosyjskich dowódców lewego skrzydła podczas bitwy pod Austerlitz. Brał również udział w bitwach pod Gołymiem, Eylau i pod Frydlandem. W 1810 został generałem piechoty. W bitwie pod Borodino (1812) dowodził rosyjskim Centrum, a po śmierci Piotra Bagrationa objął dowództwo nad lewym skrzydłem sił rosyjskich.